# Mapania mangenotiana
Mapania mangenotiana là loài thực vật có hoa trong họ Cói. Loài này được Lorougnon mô tả khoa học đầu tiên năm 1964.